# Olenecamptus riparius
Olenecamptus riparius es una especie de escarabajo longicornio del género Olenecamptus, categorizada en la tribu Dorcaschematini, de la subfamilia Lamiinae. Fue descrita por Danilevsky en 2011.

## Descripción
Mide 11-22 mm de longitud.

## Distribución
Se distribuye por China, Japón, Corea y Rusia (Siberia).